# Lublica
Lublica is een dorp in het Poolse woiwodschap Subkarpaten, in het district Jasielski. De plaats maakt deel uit van de gemeente Kołaczyce en telt 688 inwoners.